# Indigofera truxillensis
Indigofera truxillensis är en ärtväxtart som beskrevs av Carl Sigismund Kunth. Indigofera truxillensis ingår i släktet indigosläktet, och familjen ärtväxter. Inga underarter finns listade i Catalogue of Life.